# Filippo Teti
Filippo Teti (Santa Maria Capua Vetere, 11 marzo 1835 – Caserta, 25 dicembre 1902) è stato un avvocato e politico italiano.

## Biografia
Membro di non precisate assemblee elettive al tempo del Regno delle Due Sicilie, è stato in seguito consigliere e membro della deputazione provinciale di Caserta, deputato per tre legislature, senatore a vita dal 1892.